# Carex hypoleucos
Carex hypoleucos là một loài thực vật có hoa trong họ Cói. Loài này được E. Desv. mô tả khoa học đầu tiên năm 1853.